# Гижицький Михайло Львович
Михайло Львович Гижицький (XIX століття, Херсонська губернія, Російська імперія — 1 грудня 1941, Белград) — український державний діяч. Державний секретар Української Держави.

## Життєпис
У 1918 р активний діяч Української народної громади, до якої входив Павло Скоропадський і який відгукувався про Михайла Гижицького так: «Гижицький грав тут велику роль; це дивно здібна людина великої енергії, абсолютно нездатна до постійної і буденної роботи, але в гострі хвилини буття людських суспільств він незамінний член партії. Я не знав коли він встигав відпочивати. Поінформованість його була разюча, і, звичайно, він грав одну з перших скрипок в нашому суспільстві». З обранням 29 квітня 1918 Павла Скоропадського гетьманом України був призначений Державним секретарем при кабінеті прем'єр-міністра Федора Лизогуба.
У 1919 році входив у вкрай правий політичний блок в Одесі. Учасник Білого руху. Евакуйований в грудні 1919 р — лютий 1920 з Одеси. На травень 1920 перебував в Белграді. В еміграції він виявив активну діяльність у Сербії, де увійшов до складу Белградського закордонного комітету, до котрого також входив колишній радник Гетьмана Олександр Палтов та інші.
Помер в грудні 1941 року.